# T Town
22°27′42″N 113°59′50″E / 22.46167°N 113.99722°E

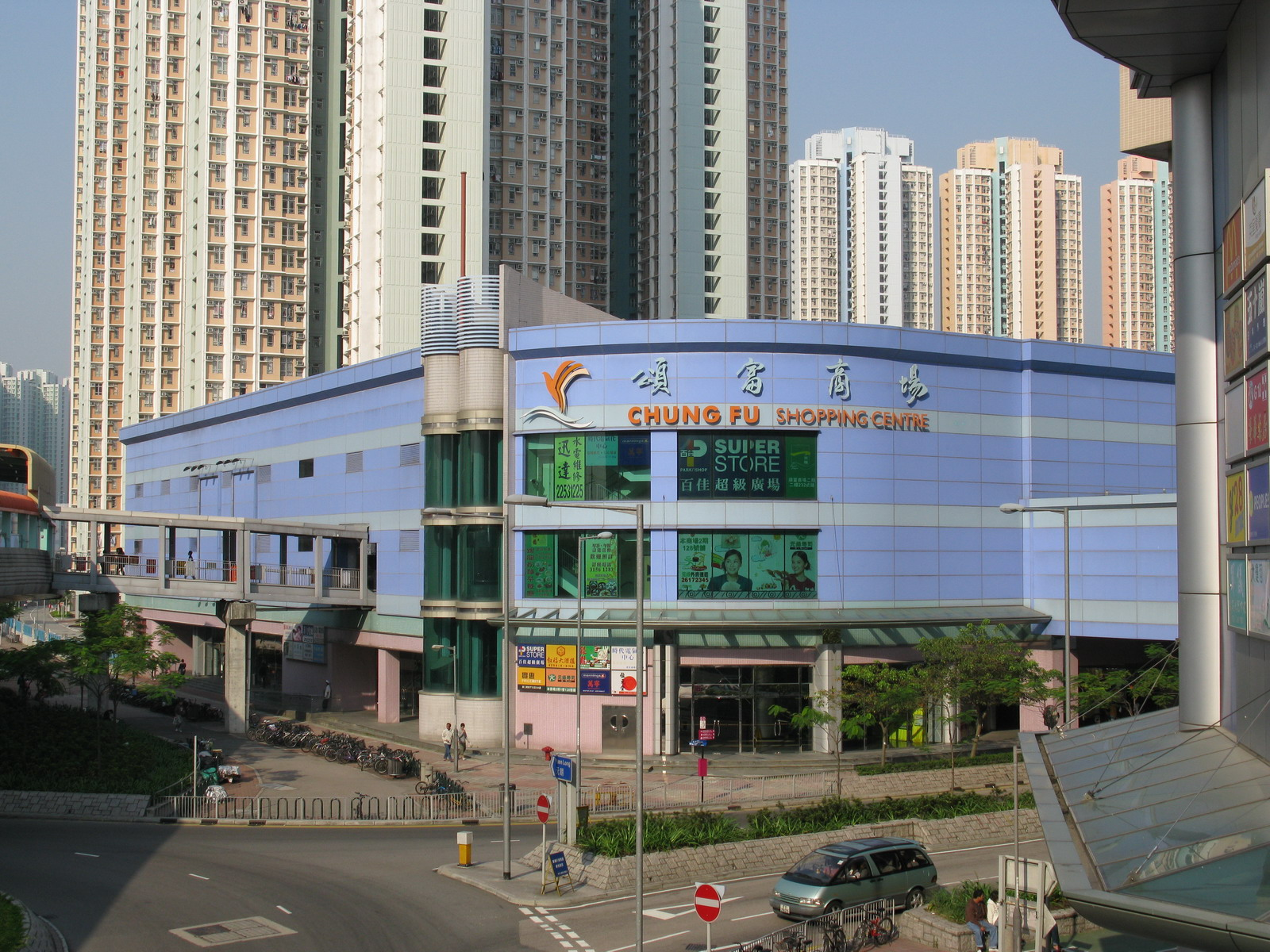
頌富商場二期（2007年）

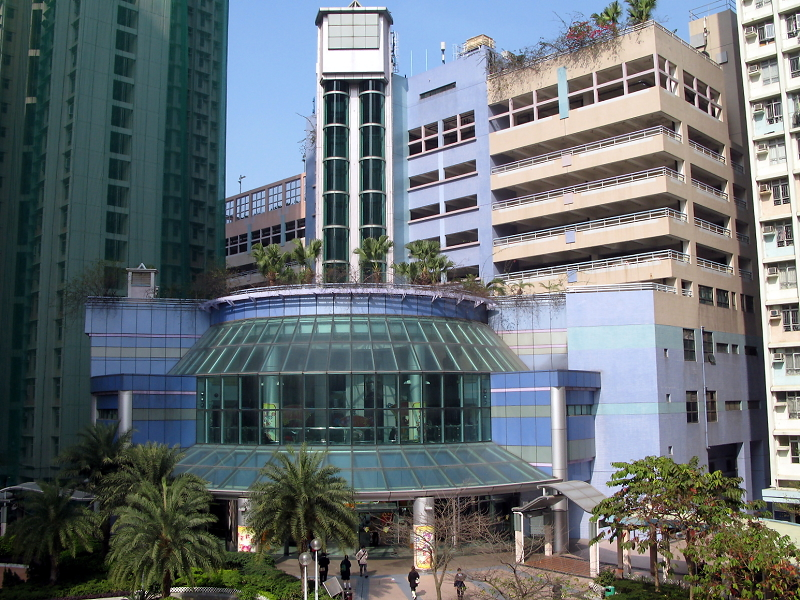
頌富商場一期天頌苑入口（2008年）

T Town是位於香港新界天水圍天華路30至33號的購物商場，於1999年至2000年分階段落成。T Town橫跨天水圍新市鎮的南部和北部，是天水圍人流多的購物商場之一，亦是領展房地產投資信託基金的重點發展商場之一。該商場由香港房屋委員會設計、興建、擁有及管理，但於2005年售予「領匯房地產信託基金」（現已改名為領展房地產信託基金）。
商場分為一期和二期，由橫跨天華路的密封式天橋連接，商場樓高三層，建築樓面面積達36,700平方米。商場設有籃球場、排球場、網球場和多層停車場。商場落成時名為頌富商場（Chung Fu Shopping Centre），2010年更名為頌富廣場（Chung Fu Plaza），到2017年3月改稱現名；舊名是來自於商場位處天頌苑和天富苑之間的位置。

## T Town South

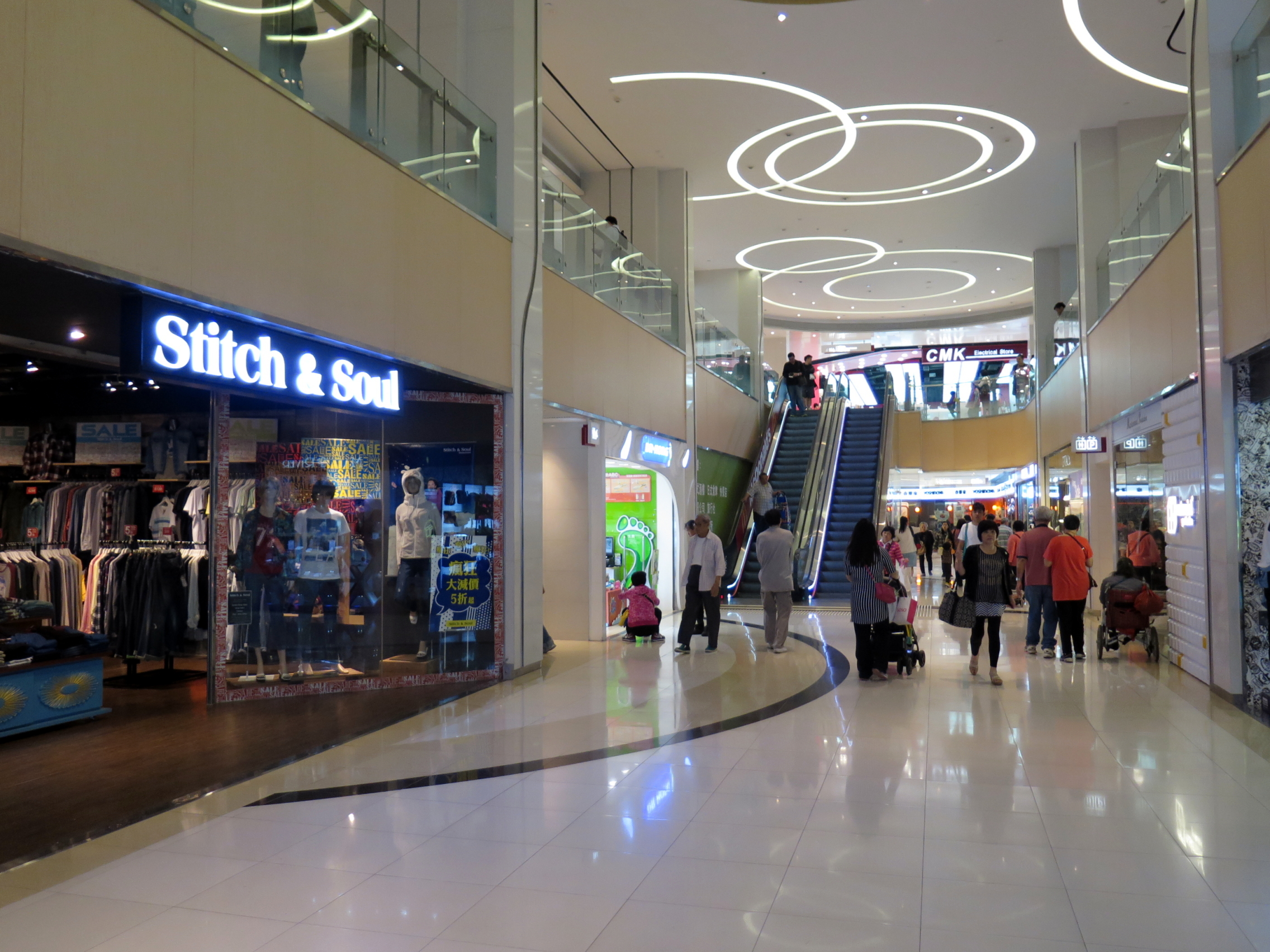
翻新後T Town South 1樓內部（2015年）

T Town South（原名頌富商場／廣場一期）由房屋署建築師規劃設計，鴻運建築承建，於1999年年底落成，位於天華路30號，主要為天頌苑、天恩邨和天華邨住戶及同區市民服務。商場設有多層停車場，亦設有籃球場、排球場和網球場，為居於該商場附近的居民提供一個康樂設施。商場地下曾設有街市，與二期街市曾由不同承辦商同時營運；其後改為零售舖位，由超級市場承租。
另外，領匯房產基金曾在2012年對頌富廣場一期二樓進行「優化工程」，聲稱「引入多元化商舖」和「提升購物環境」。然而，原來位於頌富廣場一期二樓的商舖卻因此而結業。當地居民和區議員指出領匯這樣做使居民難以在該商場內好好的吃一頓飯，又質疑「優化工程」需時過長；他們都批評領匯此舉漠視了居民的需要 。

### 知名商舗
- 莎莎
- 大家樂
- 麥當勞
- 吉野家
- 譚仔三哥米線
- 敏華冰廳
- 鴻褔堂
- 壽司郎
- 滿記甜品
- Italian Tomato（英语：Italian Tomato）
- 商務印書館
- 中國移動香港
- Three.
- 張毛記電業
- Uniqlo
- Circle K
- 759阿信屋
- 7-11便利店

## T Town North

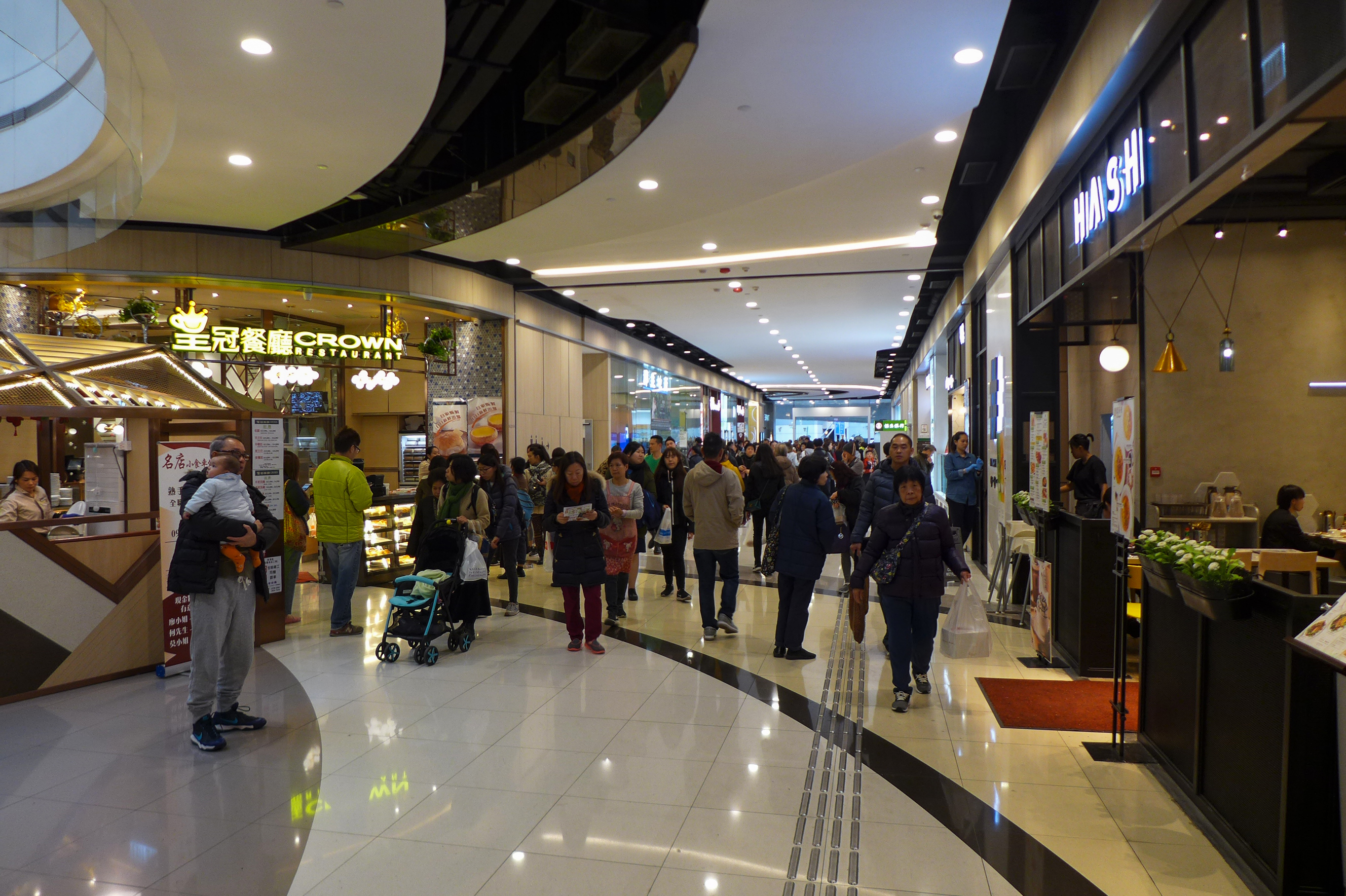
2017年翻新後的T Town North 地下

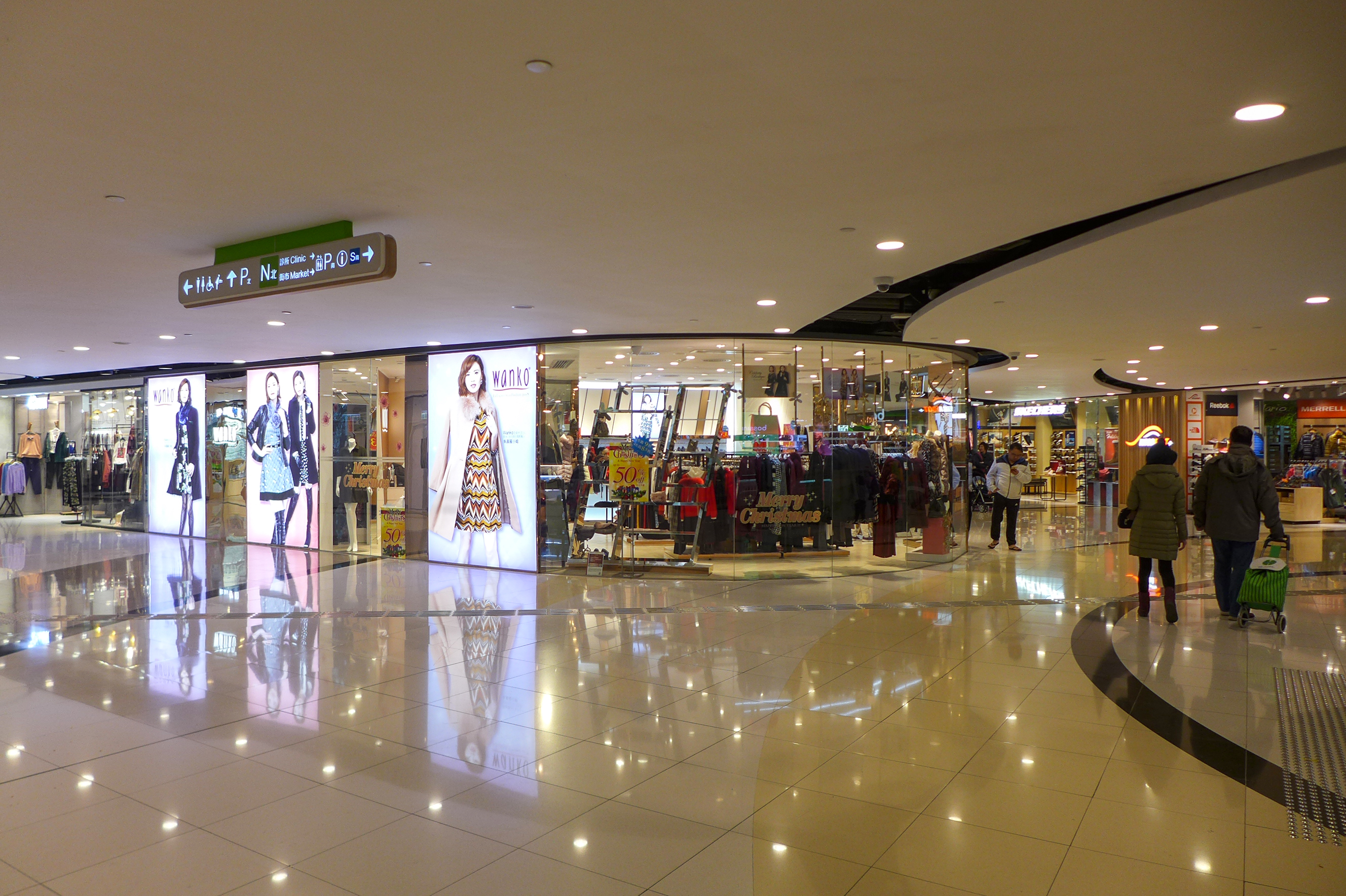
2017年翻新後的T Town North 1樓

T Town North（原名頌富商場／廣場二期）由房屋署建築師規劃設計，五洋建設承建，於2000年落成，位於天華路33號，主要為天富苑和天悅邨住戶及同區市民服務。
由於進行「資產提升工程」的關係，除了T Town街市，T Town North其他部分都已在2016年4月被封閉，只保留行人通道，有街市商戶更指管理公司談及續約時未有提及商場即將進行裝修，指空氣不流通和多個出入口臨時封閉下，人流與生意大不如前。翻新工程於2017年4月完工。

### 主要商舗
- 7-11便利店
- Baleno
- Bossini
- 雞仔嘜
- Skechers
- fusion by PARKNSHOP
- Magic Touch（爭鮮旗下）
- Delifrance
- 叙福樓金閣
- 榮華餅家
- 美心西餅
- 屈臣氏
- 鮮芋仙
- 位元堂
- 維特健靈專門店

### 街市

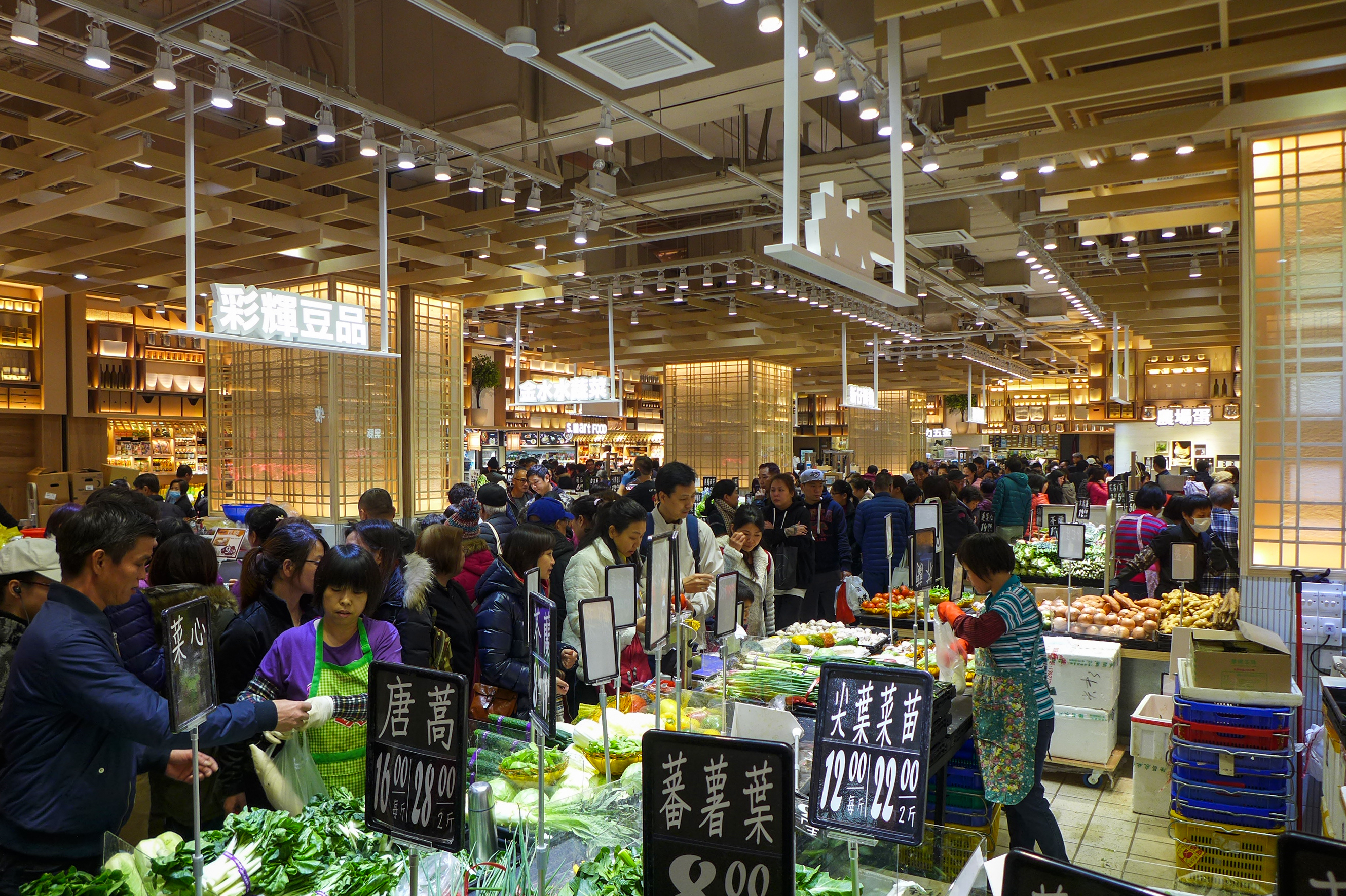
T MARKET 頌富市場以日本無印木系為主題

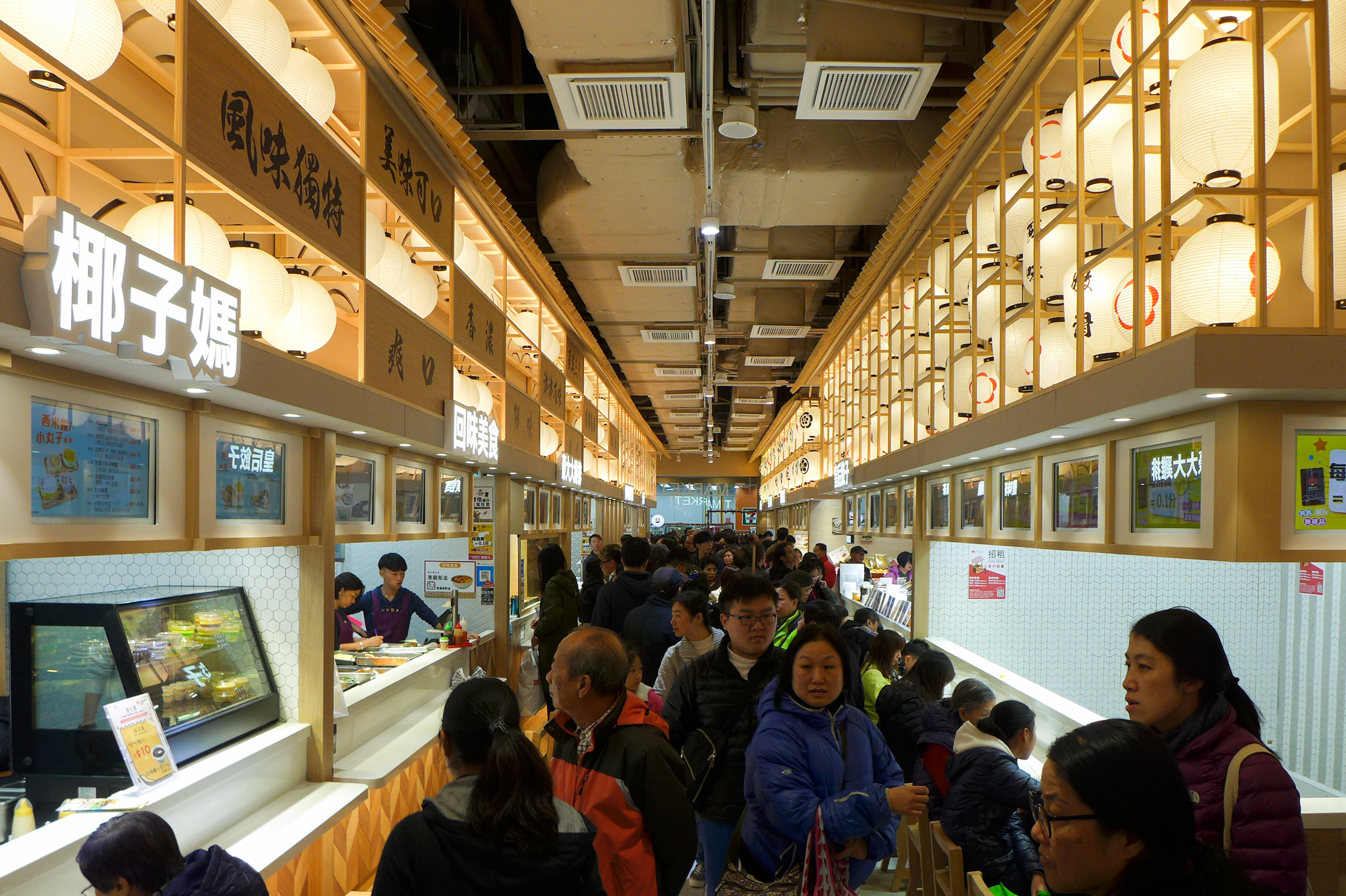
T MARKET 頌富市場內的小食街

頌富街市原由現代管理公司負責管理，到2018年10月1日由新承辦商建華集團以「香港街市」品牌營辦，進行三個月裝修後在同年12月30日開幕，命名為「T MARKET 頌富市場」。街市以日本無印木系為主題，其中小食街引入超過10間的食店，營業至凌晨1點。

## 圖集

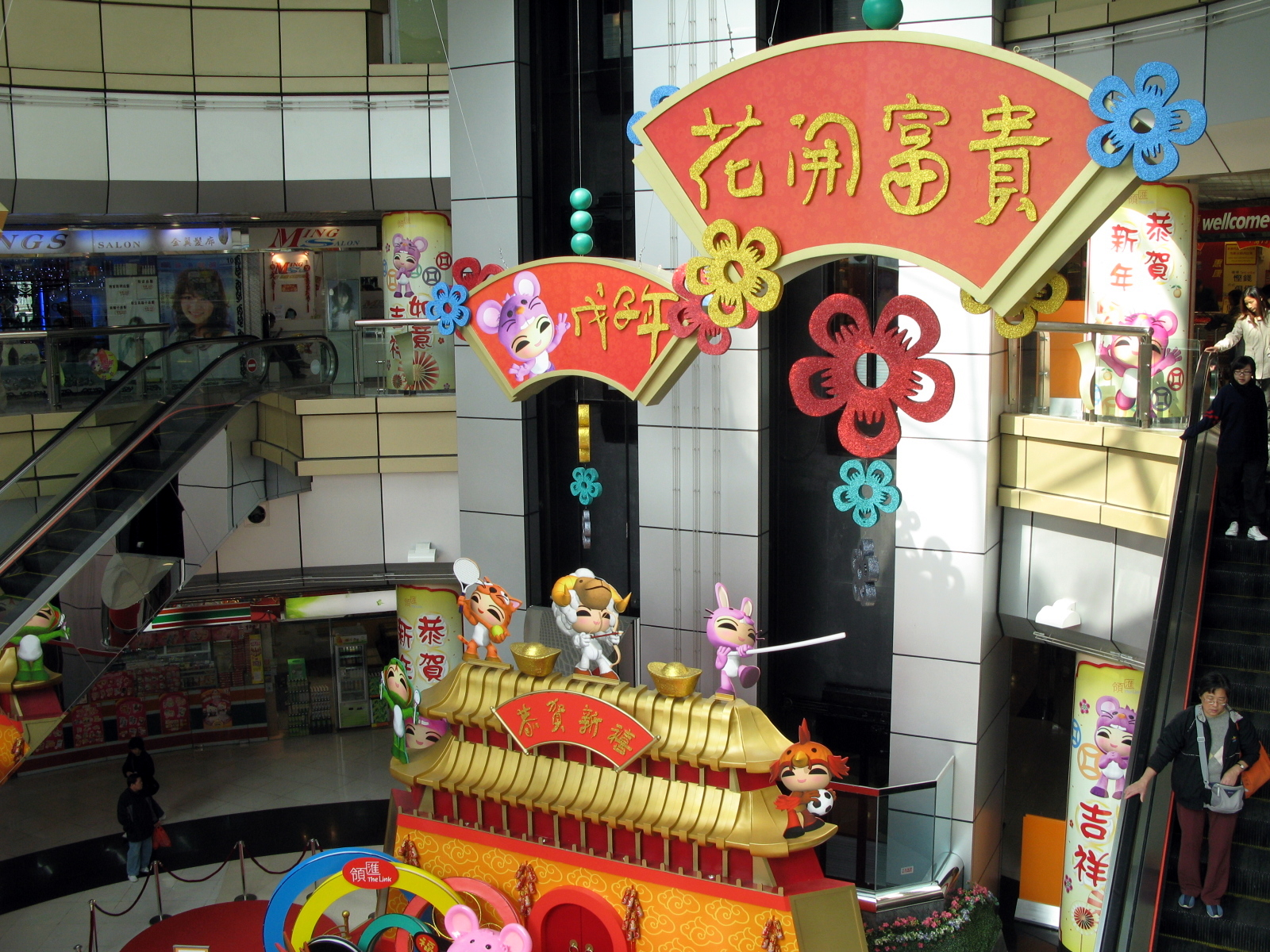
翻新前頌富商場入口中庭（2008年）
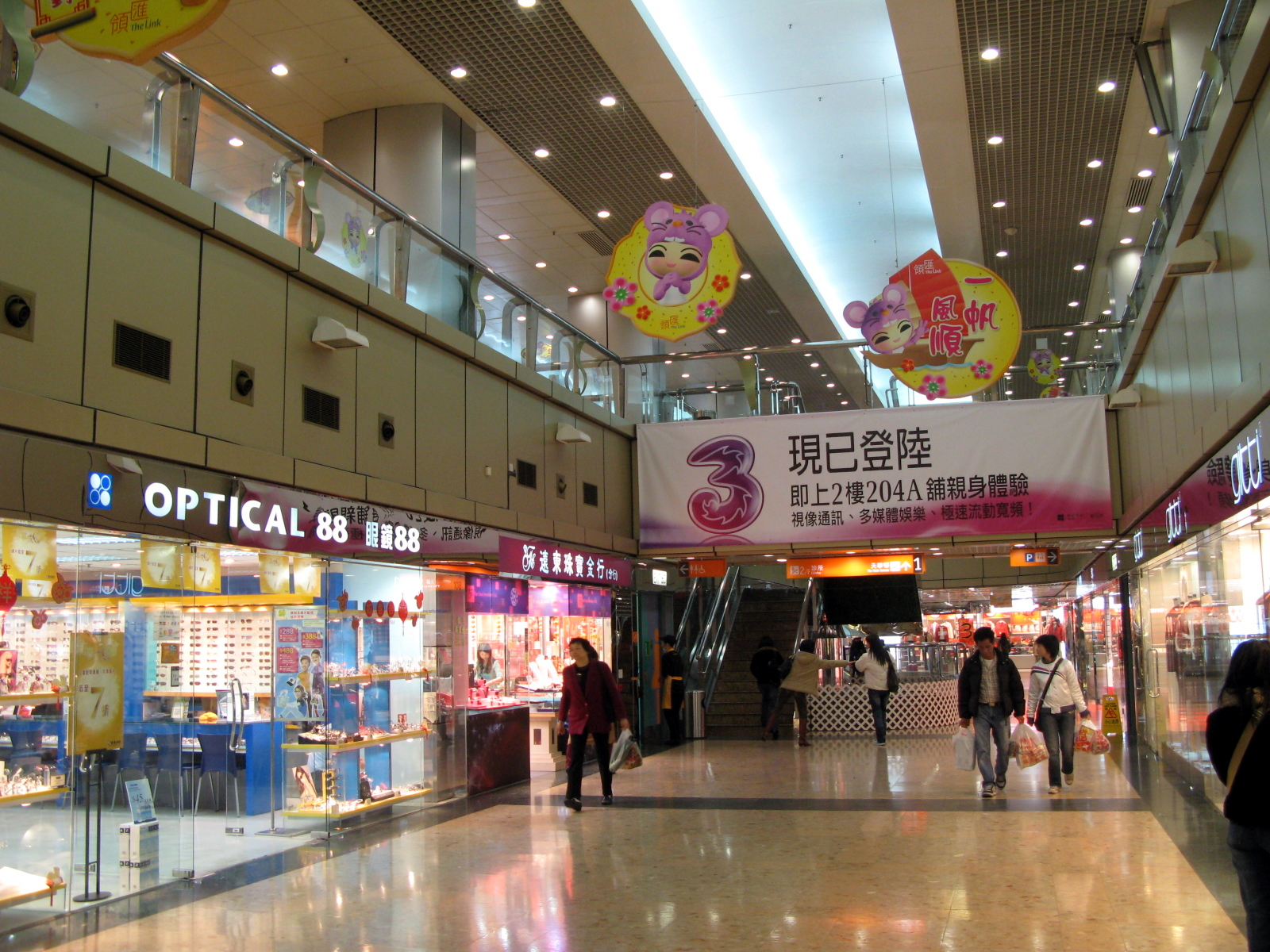
翻新前頌富商場內部（2008年）
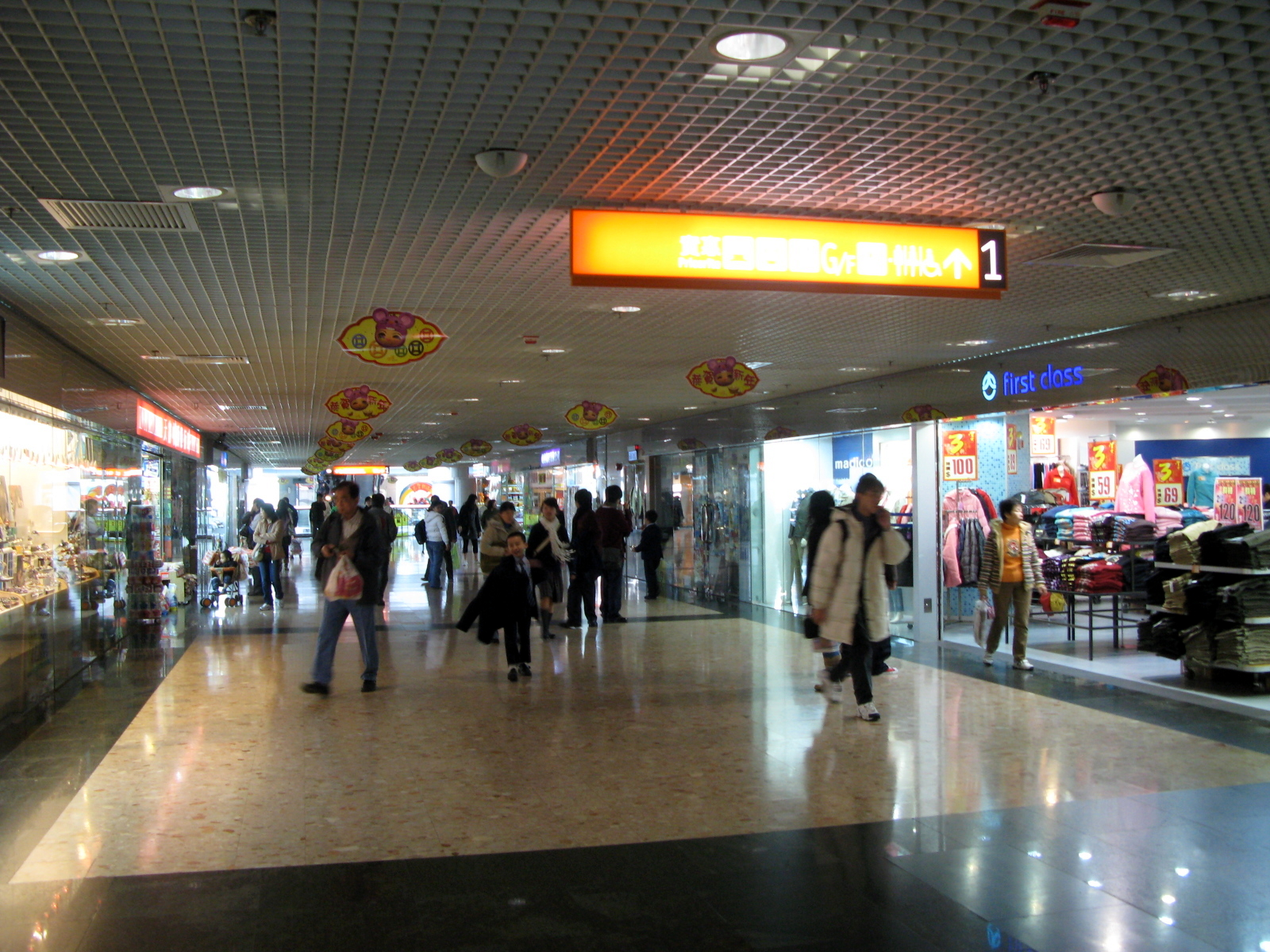
翻新前頌富商場內部（2008年）
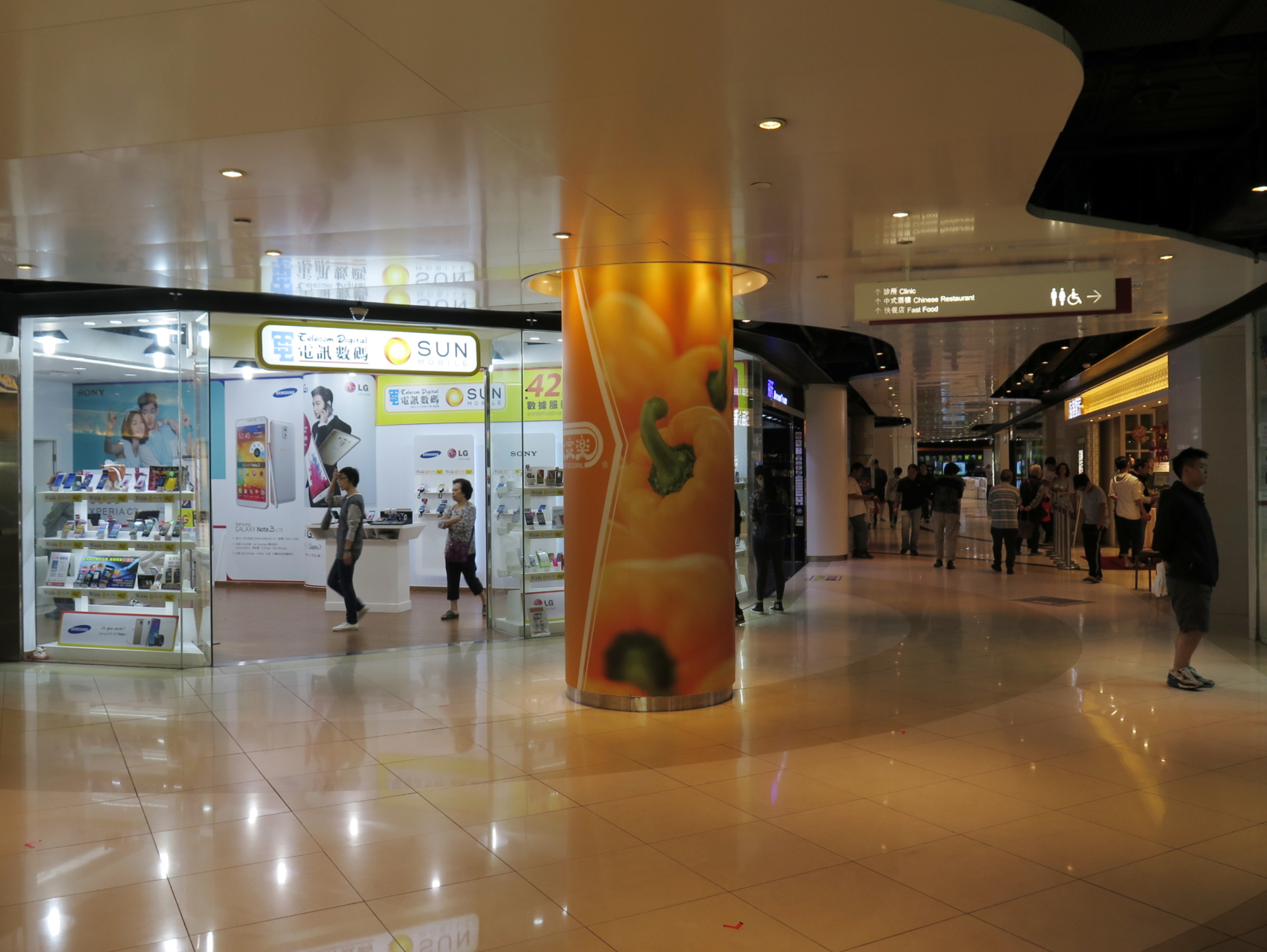
翻新後T Town South 2樓商店 (2015年)
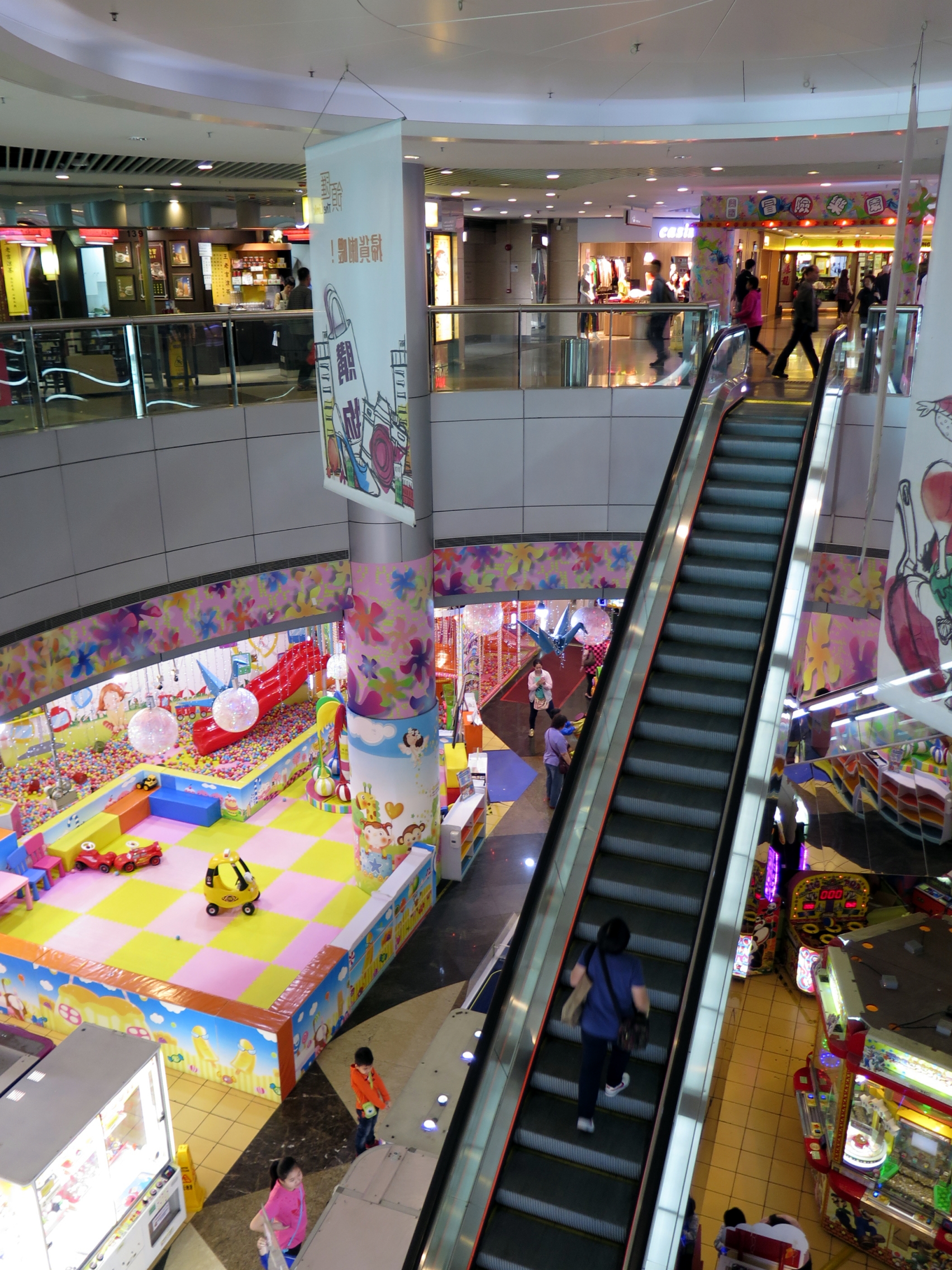
翻新前頌富商場中庭，地面設美國冒險樂園（2015年）
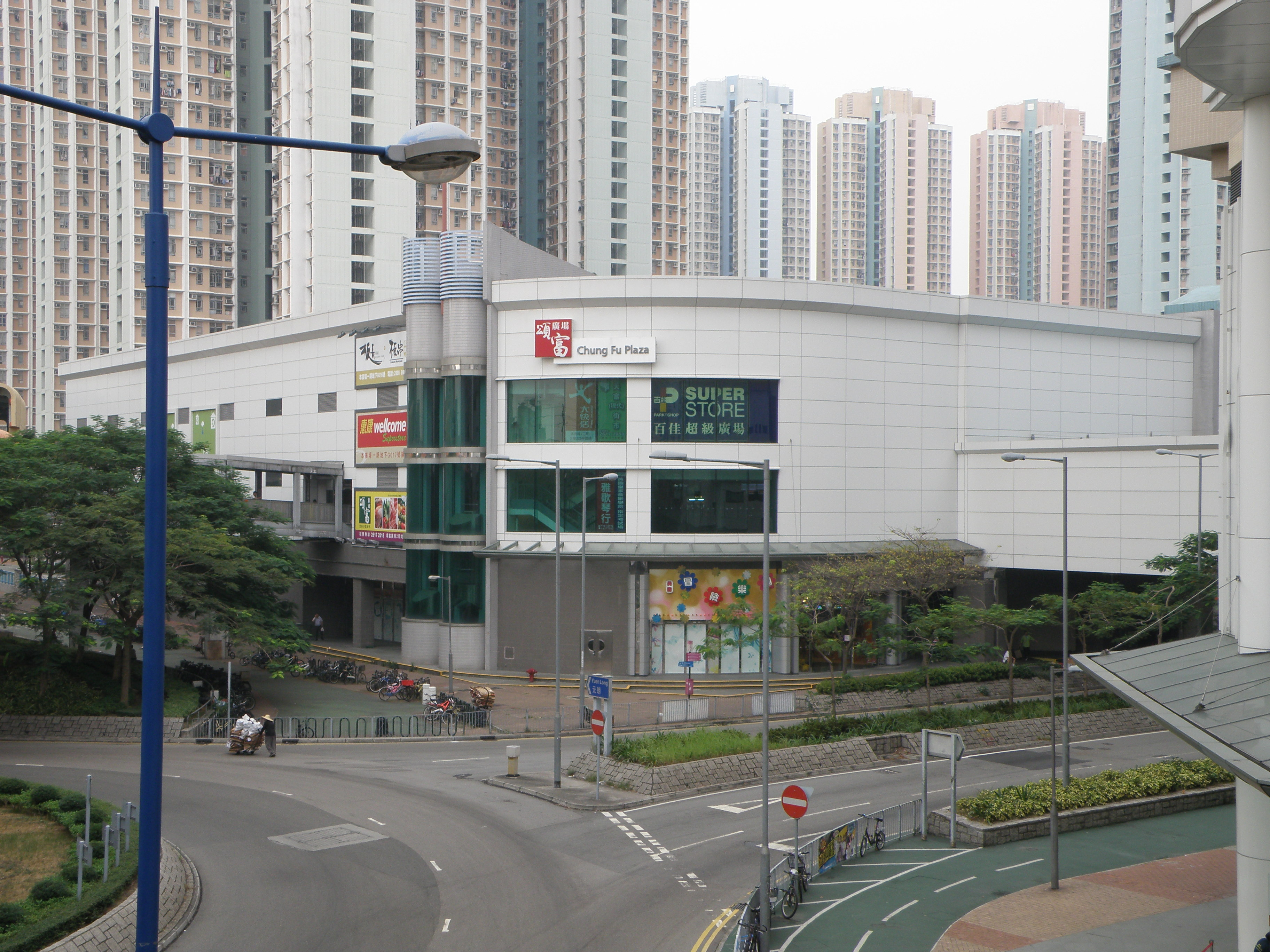
翻新後的頌富廣場二期外牆（2014年）
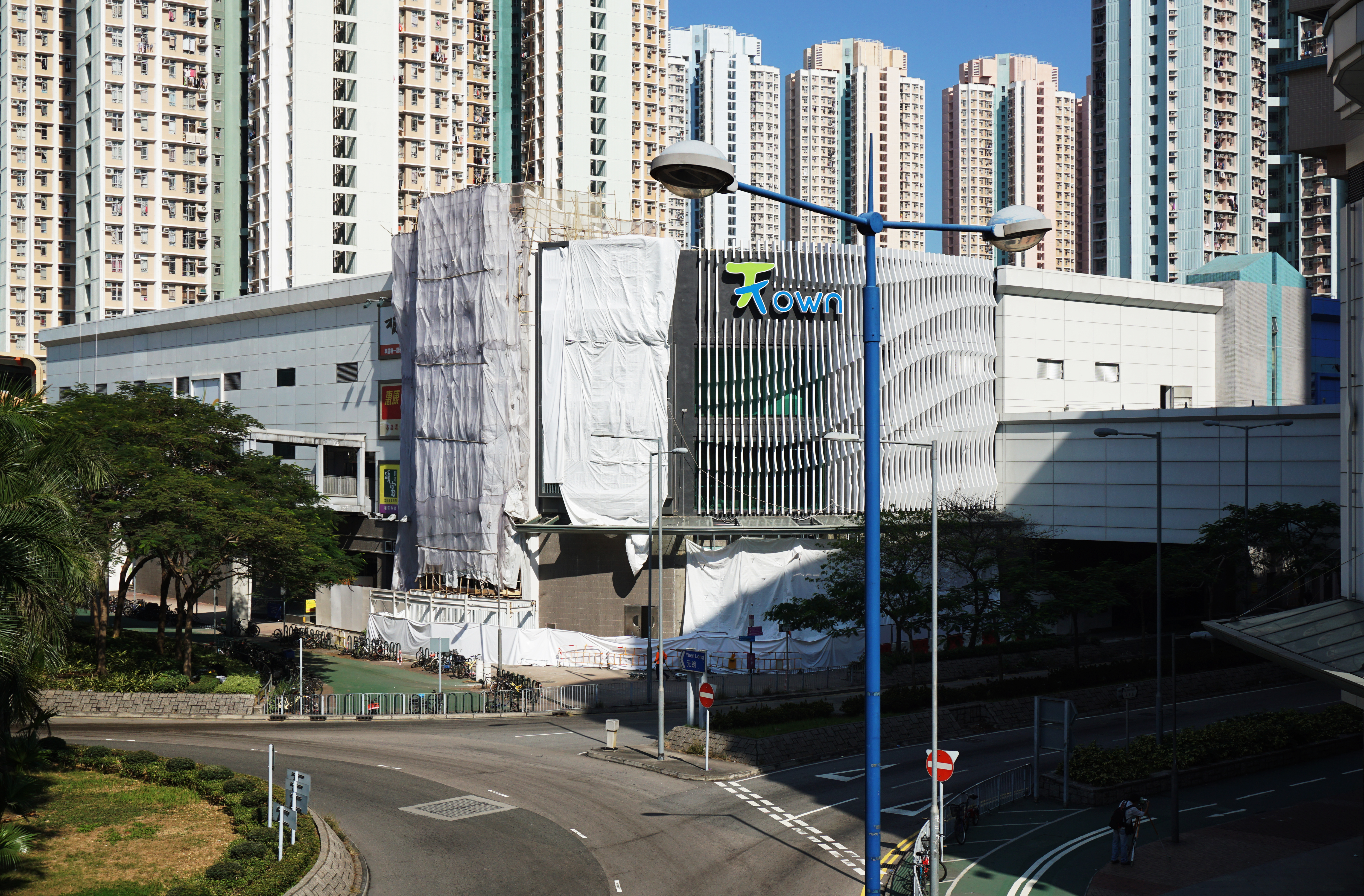
翻新中的T Town North（2016年12月）
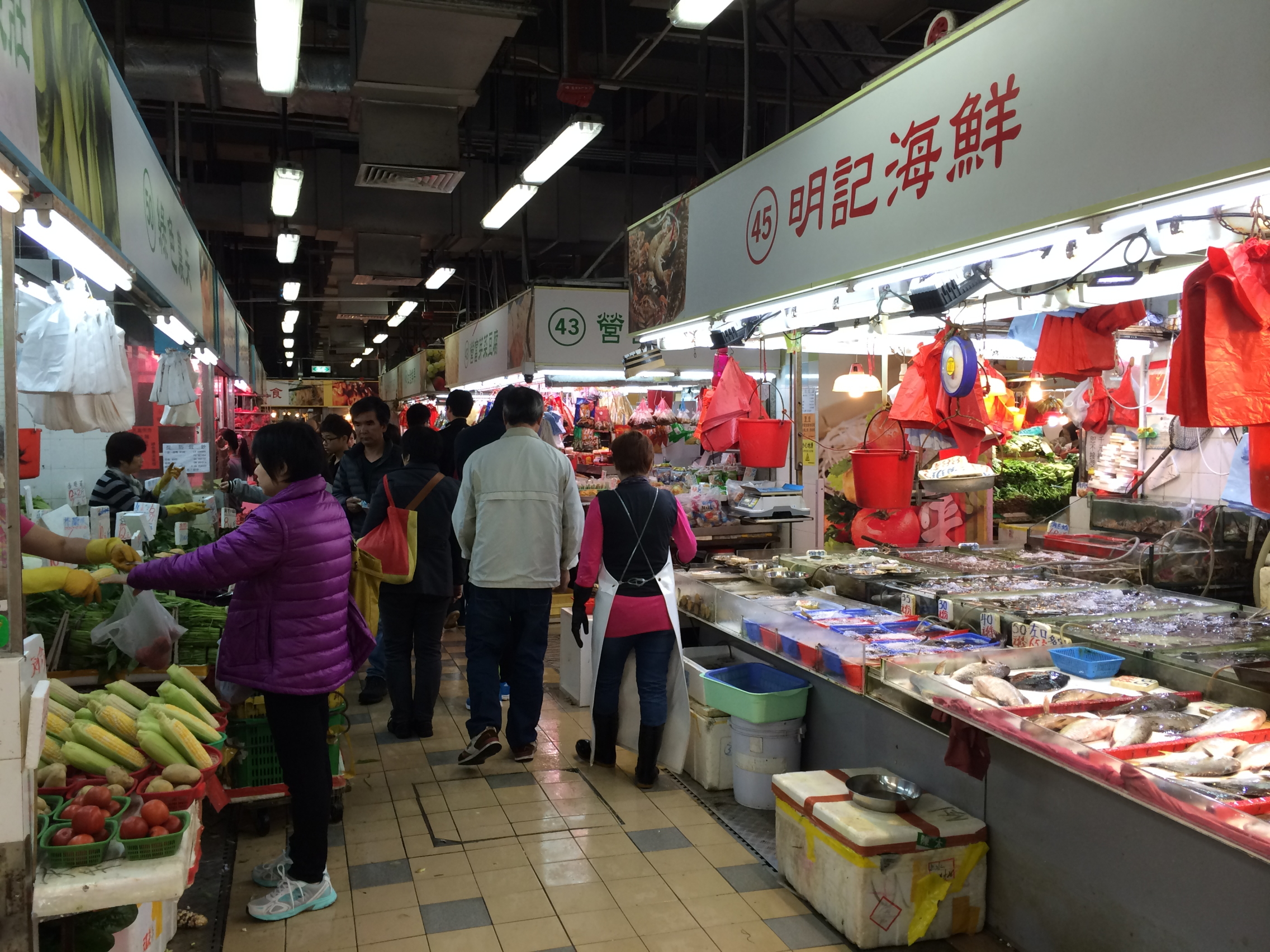
翻新前的頌富街市（2015年）
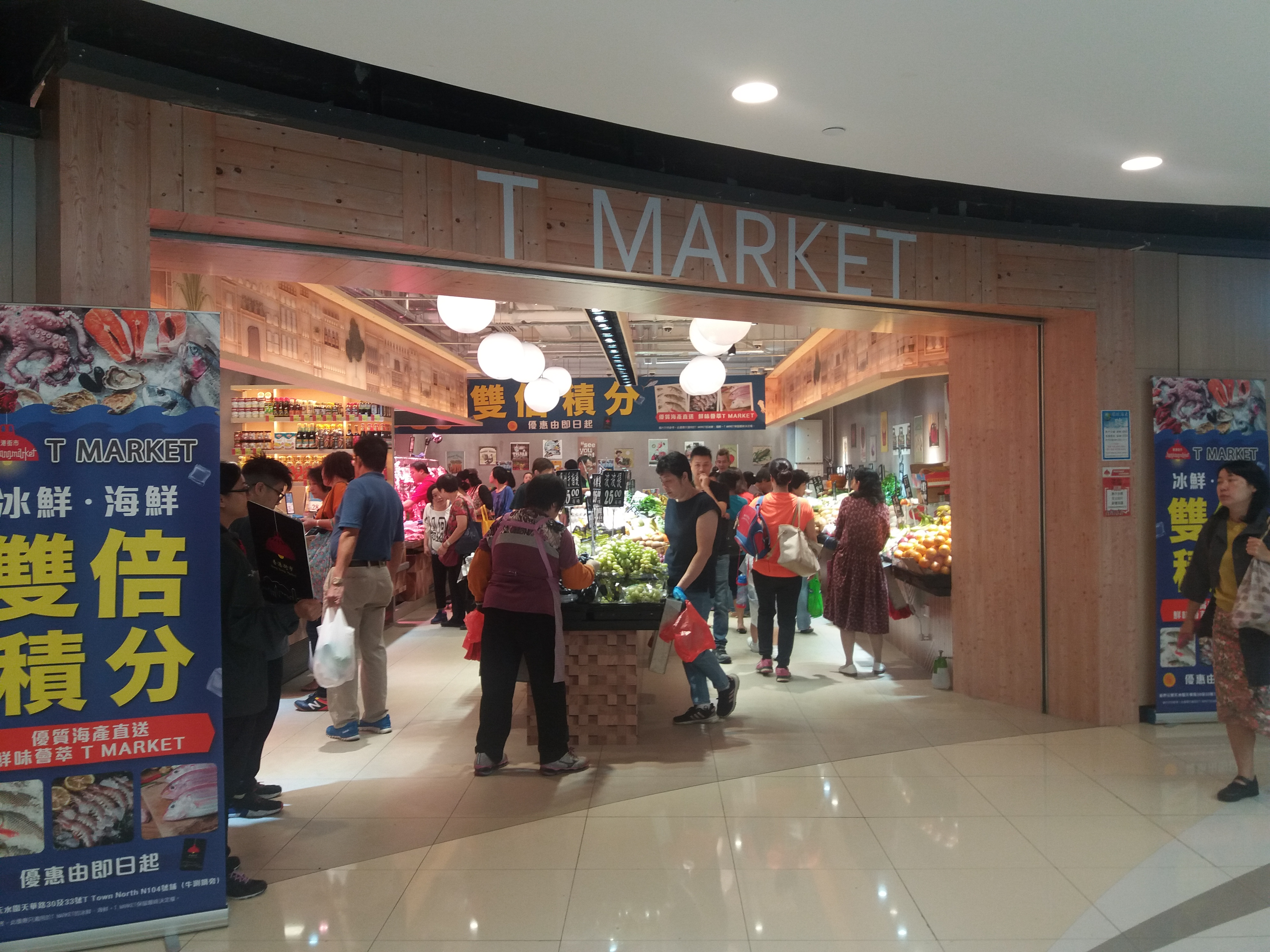
頌富街市於2018年10月1日起翻新3個月，並於T Town North設臨時街市T Market
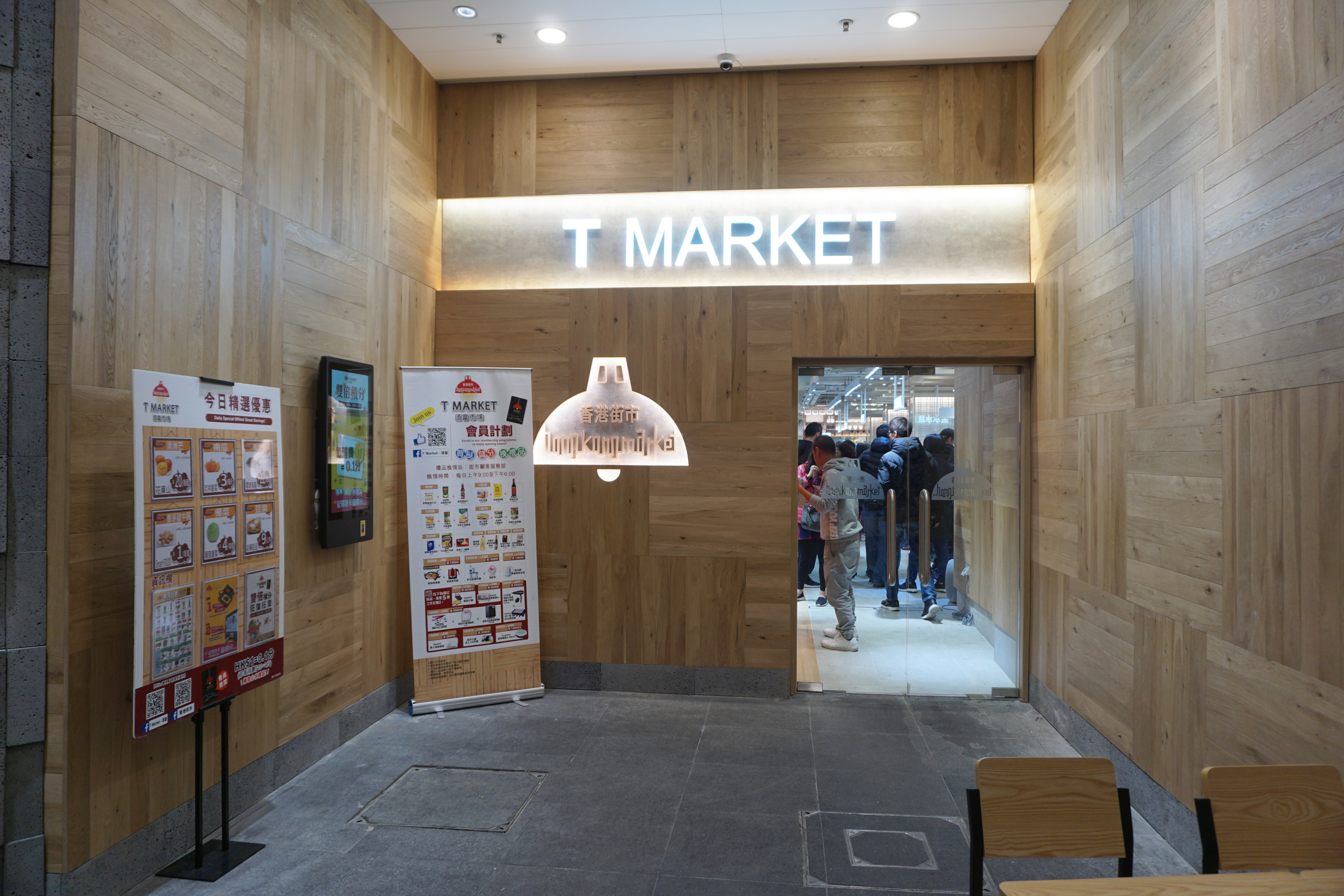
頌富市場入口

## 外部連結
- T Town（页面存档备份，存于）
- 頌富商場，存于
- . 房委會.   [2019-07-31]. （原始内容存档于2002-06-03） （中文（香港））.